# 重生娃娃

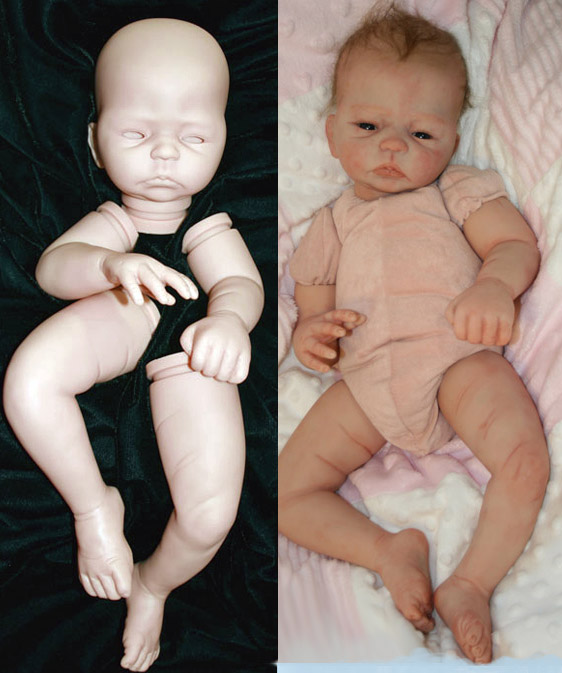
乙烯基娃娃套件并排显示 (未上漆的零件 & 被涂好的“重生”娃娃)

重生的娃娃是被制造出来的艺术娃娃，艺术家将其改造成与人类婴儿相似的娃娃，并尽可能地让它更逼真。 制造重生娃娃的过程称为reborning，而娃娃艺术家被称为reborners。 重生娃娃也被称为栩栩如生的娃娃或重生婴儿娃娃。
创造重生婴儿娃娃的爱好始于1990年代初，当时玩偶爱好者想要更逼真的玩偶。 从那时起，围绕重生娃娃的产业和社区出现了。 重生娃娃主要在网上购买，也可以在博览会上购买。 根据工艺，它们的价格从数百美元到数千美元不等。
制作重生娃娃的步骤非常耗时。该过程的最基本形式包括制作一个乙烯基玩偶，添加多个手绘的油漆层以及为该玩偶添加其他物理特征 艺术家可以选择不同的品牌，以最适合他们想要制作的洋娃娃。 艺术家们还可以购买由重生的雕塑家雕刻的重生娃娃套装。套件包括乙烯基玩偶零件。然后，顾客可以通过选择雕刻家的套件来购买重生娃娃，并由重生艺术家把它重生，例如由安妮重生的娃娃叫亚当（Adam）。消费者可以购买各种各样的用品来创造自己的重生娃娃。 用工具包制作玩偶可以使艺术家省略制作过程中的某些步骤，而不用从一块空白的画布开始。 为了使玩偶看起来更逼真，需要对外部物品和内部物品进行许多外部修改。
一些重生娃娃的消费者用它们来应对因迷失的孩子（重生的记忆）而悲伤，或作为成年人儿童时期的肖像娃娃，還有些可以彌補失去孩子的爸媽心中的空洞......
 也有人只是像收集普通娃娃一样收集重生娃娃。这些玩偶有时会像婴儿一样玩。 批评者争论重生的洋娃娃是否有害，或者这些洋娃娃是否可以在人们悲伤的过程中提供帮助。 由于其真实的外观，重生的洋娃娃偶尔会被误认为是真正的婴儿，并在路人向警方报告后从停放的汽车中“救出”。

## 历史
制造重生洋娃娃的艺术始于1990年代的美国。 重生娃娃遵循了收藏家，艺术家和制造商的悠久传统，即恢复和增强玩偶以描绘更多的真实感。 玩偶艺术家和收藏家们在互联网上创建了一个专注于重生玩偶的在线社会。 在2002年，第一个重生娃娃在 eBay 上展出. 艺术家开设具有象征意义的育儿室在线商店，这扩大了新生市场。 玩偶的利基市场始于玩偶收藏家，他们赞扬玩偶的超凡逼真准确性。 那些想利用洋娃娃作为母亲或治疗目的的情感渠道的人很快就找到了市场 大众媒体的报道有助于重生娃娃在其他国家的传播和发展。 重生娃娃在美国，加拿大，英国，欧洲，非洲，拉丁美洲和世界各地的许多其他国家都很受欢迎。 娃娃制造商也利用了这一趋势，向喜欢重生的追随者出售用品、工具和配件。 这使得重生者可以发明新技术，使玩偶随着时间的流逝变得越来越逼真。· 由于这种流行，开始了专门针对重生洋娃娃的杂志，书籍，组织和公约。

## 制作
重生娃娃是由重生艺术家创造的乙烯基玩偶。 娃娃的外观取决于创作者。 但是，某些重生娃娃艺术家允许客户定制他们的娃娃，通常使用照片复制特定的婴儿.

### 重生
任何类型的乙烯基玩偶都可以用来做重生娃娃。娃娃因大小，形状和材料而异，这使得重生娃娃比其他娃娃更受欢迎。根据《玩偶读物》杂志的报道，贝伦格（Barenguer）婴儿，扎普夫（Zapf），李·米德尔顿（Lee Middleton），苹果谷（Apple Valley）和塞克斯特玩偶（Secrist Doll）都是玩偶公司，制造的玩偶很容易变成重生娃娃。 《玩偶读物》杂志的凯思琳·派克解释说，这是因为娃娃的表情，身体形状，表面材料和其他逼真的属性已经类似于人类的婴儿。

### 套件
重生娃娃是可以直接通过空白套件制成的。制造商已经通过雇用重生娃娃艺术家成为娃娃雕塑家并设计娃娃模具和套件来应对重生娃娃需求量日益增长的趋势。 也有许多独立的雕塑家创建自己的套件系列。
REALBORNS Bountiful婴儿推出了一系列新的空白套件，称为realborn，而不是由艺术家雕刻，而是通过对真实婴儿（通常是新生儿）进行3D数字扫描制成的。通常，他们会在3个月或7个月时再次生产同一个婴儿的试剂盒。
当用套件做重生娃娃时，该过程的前几个步骤由重生的雕刻艺术家和玩偶制造商完成。 这些工具包是准备好的可拆卸的空白婴儿。 耗材可以单独购买。 Secrist娃娃公司于2005年开始制造Reborn玩偶套件。2009年，他们开始生产专门用于重生娃娃的用品，工具和教程视频。 JC玩具从2007年12月开始销售套件。
其他供应商，例如富裕的婴儿，mcphearsons工艺品，以及全球更多的供应商，都提供产品线，使重生者可以选择套件的身体部位，油漆，马海毛和眼睛来制作定制的洋娃娃。

### 耗材
入门套件配备了基本的重生娃娃必需品，例如四肢，脸部，头部，油漆刷，睫毛，丙烯酸/玻璃眼，配重颗粒，“热定型”或风干涂料，布体，扎带，鼻钻头，假眼泪，稀疏剪，化妆品泡沫楔块， 蘸棉签和胶.这些耗材可以从各种零售商处单独购买。鼻钻头用于创造和完善娃娃的鼻孔。 需要使用丙酮或涂料稀释剂从娃娃上清除工厂涂料。 添加头发的材料是可以选择的， 有多种类型，通常使用细马海毛，人髮或假发，生发工具可用于此过程，并且有20、36、38、40和42多种尺寸。数字越小，针越粗，可以抓住更多的头发，并在娃娃的头部留下更大的孔。 还有各种品牌和尺寸的重生娃娃眼睛。

### 处理

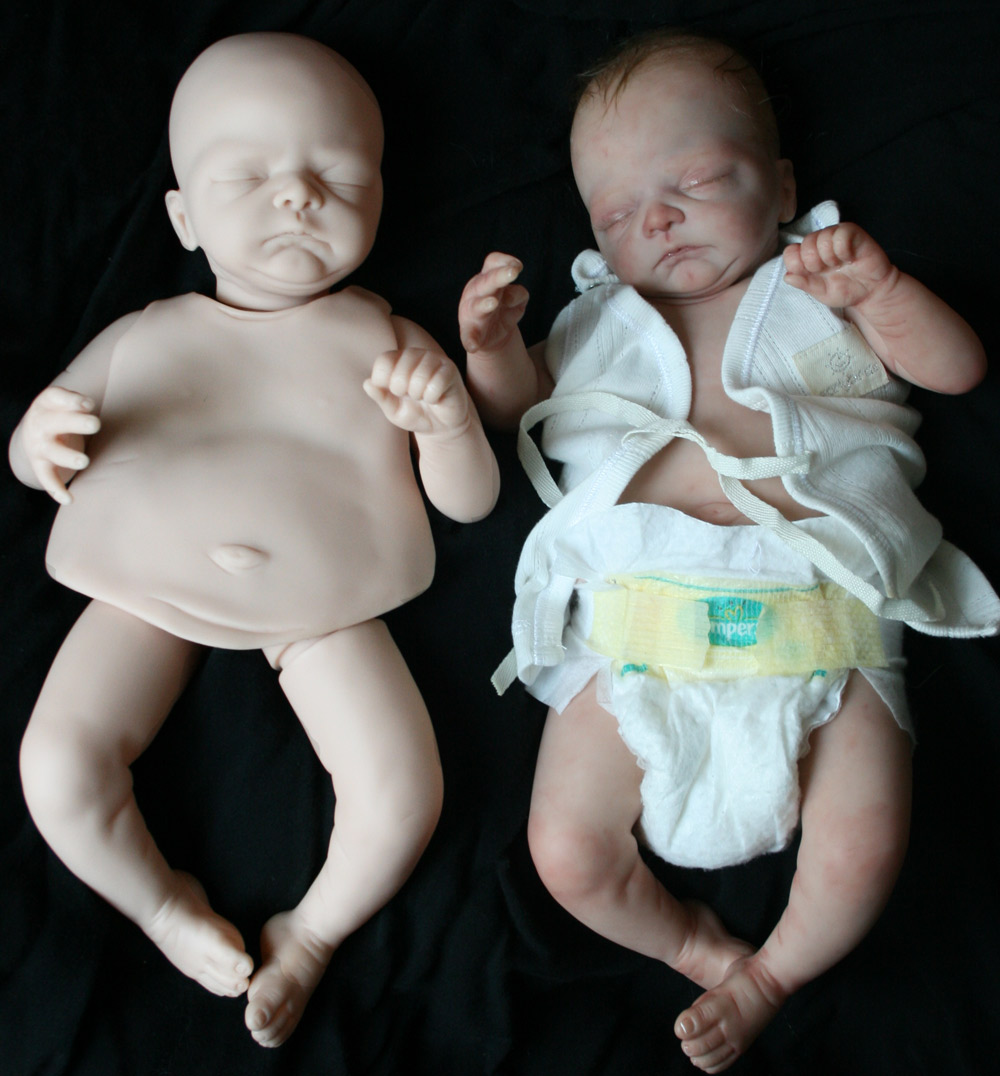
乙烯基玩偶套件并排显示（未上漆的零件和上漆的“重生”娃娃）。 娃娃有一个“胸/腹板”。

使玩偶重生的技术通常涉及许多步骤。 首先，将玩偶拆开并去除工厂油漆。 然后可以使用蓝色清洗剂，使婴儿的皮肤看起来逼真。 如果外观是睁开眼睛的清醒娃娃，必须更换眼睛. 乙烯基玩偶的外层通过添加数十层不同的油漆色调来赋予其肤色，以建立并实现逼真的人体皮肤效果。 如果使用热固性涂料，则必须在涂完每一层涂料后，通过在烤箱中烘烤或使用热风枪对人偶零件进行热固。 肤色较浅的洋娃娃需要15到30层。 蓝色清洗的效果与外层油漆的结合产生了静脉的外观，并且用特殊海绵完成的层油漆使娃娃具有新生的斑驳外观。 其他细节还有修剪指甲和鼻孔开口。
现在，重生娃娃艺术家可以使用风干涂料，这些涂料以多个品牌出售。许多人认为，反复烘烤乙烯基会导致其分解。此外，在加热过程中还会释放出烟雾和化学物质。
下一步是涂头发。 可以用以下三种方法之一进行染发。 上漆，摆动或生根/微生根。 生根时，每个插头添加1-4根发丝。 当微生根时，将头发逐根逐个添加。 每个娃娃最多可能需要30个小时或更长时间。染完头发后，用柔软的填充物将原始的乙烯基物体称重，该填充物填充有颗粒/细玻璃珠/纤维填充物。重量与其年龄相符，以达到真正的效果。 还可以添加各种添加物，以使玩偶拥有更加逼真的外观。重生婴儿的头部通常很重，因此主人必须像真正的新生儿一样支撑头部。购买者可以在嘴或头内侧贴上磁铁，以便固定嘴或蝴蝶结。模仿心跳或使胸部上升或下降以模拟呼吸的电子设备很常见。 重生者可能会带有脐带，婴儿脂肪，加热袋（使重生者感到温暖）或模仿婴儿声音的语音箱。 对于早产玩偶，他们可能会放入带有鼻子呼吸装置的孵化器。

## 收集
通过提供信息，产品和社交网络，机构已经发展到可以帮助重生的业余爱好者进行收集。这些机构包括杂志，赞助会议和公约的协会和组织。收藏家和艺术家描述了他们购买和/或创作重生玩偶的原因，从对玩偶的热爱到对艺术的热情，各不相同。

### 采购
重生的洋娃娃是艺术家手工制作的艺术品，不能在工厂生产。它们通常可以在网上找到，并且可以通过艺术家的在线商店（通常称为托儿所），在Facebook上艺术家的个人页面或玩偶/育儿页面购买，在这里您可以查看他们以前的所有作品以作保证或通过许多Facebook组和页面进行购买，以及 在众多的娃娃大会/展览会上。还可以从各种在线商店购买不完整的制作原始重生的“套件”。 价格的高低取决于玩偶的质量，使用的雕塑和艺术家的经验。 他们可以卖几百到几千美元。
购买重生时需要考虑许多因素。 如果肤色太暗，则称为蓝色婴儿，表示肤色被过度染色或使用有色沙土来增加重量，以至于可能渗入乙烯基中。应该考虑用于重塑胎面的材料的类型，因为某些材料与乙烯基的反应不好，会导致乙烯基变质。 洋娃娃不应该发亮。 这表明娃娃在涂漆前已用丙酮洗过，这会阻止颜色正确粘在娃娃的表面上。 这也可能是由用于给娃娃着色的涂料类型引起的。 这是用特殊的哑光清漆纠正的。 使用的零件很重要，因为可以更换原始零件，所以要确定替换零件必须与玩偶适配，并由优质材料制成。有时具有原始形状仍保留了玩偶的价值，因为它是为适应特定的玩偶而制作的, 或艺术家留下了签名标记。 眼睛的品牌，大小，合身性和对齐方式也应仔细检查。 要观察的另一个功能是用于着色的油漆的类型，以及娃娃的细节（例如静脉和新生儿瑕疵）是否真实。头发的类型和使用头发的技术可能会决定质量。一些美术师给鼻子开孔，孔的形状应该正确，指甲要修剪好看。

### 协会和组织
国际重生玩偶艺术家（IRDA）于2005年1月21日首次为重生玩偶艺术家举办会议。IRDA小组的成立是为了提供艺术教育，以提高新生娃娃创作艺术的技能。他们提供技能建设教程和指导，使重生者可以掌握最新技术，并结识对重生玩偶制造有共同兴趣的其他人。重生的艺术家可以以任何技能级别加入该组织，但要求成员坚持IRDA执行委员会制定的标准清单。该道德守则规定了会员在广告，列出和描述其玩偶时应遵循的准则，以便在制造商，雕塑家和艺术家之间公平地分配信誉。

### 会议
2005年1月21日至23日在佛罗里达州奥兰多举行了首届年度国际重生玩偶艺术家大会，与IDEX世界最优秀收藏家年度首演一起举行。2006年1月，在内华达州拉斯维加斯，《玩偶阅读器》杂志赞助了IDEX重生竞赛，参加了第一届国际IDEX重生大会 《娃娃阅读器》杂志于25年前开始出版 它现在每年出版九次，使收藏家了解现代玩偶的收集趋势，并继续赞助以脱胎换骨的比赛和惯例为特色的IDEX贸易展览。 在2008年夏天，ABC新闻跟踪报道了在伊利诺伊州举行的重生娃娃大会 美国广播公司新闻公司也在密苏里州圣路易斯市参加了2008年举行的首届年度微型珍宝展。该展的特色是参展商，收藏家，零售商，制造商，工作坊以及重生者竞赛。 重生的娃娃也可以在娃娃展上找到。

## 社会问题与反应

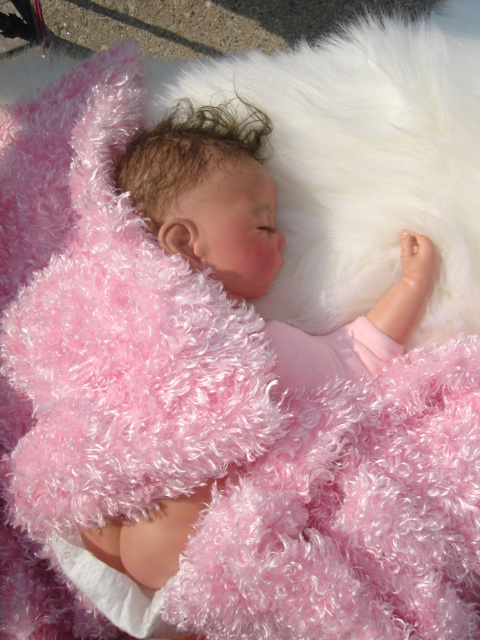
一个典型的重生娃娃。 请注意在四肢上添加的布主体和“后板”以使其更真实。

重生的顾客绝大多数是老年妇女。 购买重生产品的过程可以用来模拟采用过程，而不是平淡无奇的产品销售。作为其一部分，这些玩偶通常带有伪造的出生证明或领养证明。 许多妇女像没有重生的娃娃一样收集重生的孩子，而另一些妇女则购买它们来填补失去的孩子的空缺，并可能将重生的孩子当作活着的婴儿。媒体的报道和公众的欢迎使用形容词如“令人毛骨悚然”来描述重生。 这可以用怪异的山谷假说来解释。这说明随着物体变得更逼真，它们会获得越来越高的共情反应，直到反应转变为排斥的某个点为止。 百货商店由于这种反应而拒绝销售重生娃娃，声称它们太逼真了。

### 情感纽带
许多重生的主人仅仅是玩偶收藏家，而其他人则经历过流产，死产或新生儿丢失，无法收养或患有空巢综合症。他们可能利用洋娃娃代替孩子。一些主人打扮玩偶，洗头，甚至可能带他们去婴儿车散步并逛街。重生的业余爱好者将抱娃娃的情感反应称为拥抱疗法。 研究表明，拥抱婴儿会释放产生情感幸福感的荷尔蒙，一些心理学家认为，现实的娃娃也可能发生这种情况。顾问精神病医生Raj Persaud解释说，孕育一个真正的新生婴儿会释放母亲体内的催产素，并假设这可以解释为什么“重生的母亲”在情感上依附在重生的娃娃上。
为了让悲伤的父母与重生的洋娃娃形成情感纽带，一些丧亲儿童咨询师建议父母不要用洋娃娃代替已故的孩子。 重生的母亲认为，他们不是在代替孩子，而是在记住他们。 纽约大学医学院的精神病学家苏·瓦玛（Sue Varma）说，当把重生的洋娃娃用作道具并成为人们唯一的社交形式时，孕育他们而不是仅仅收集洋娃娃就成为一个问题。 纽约长老会医院的精神病医生盖尔·萨尔茨（Gail Saltz）支持将重生用于那些不想承诺要生一个真正的孩子，也不想安慰失去亲人的父母的人。她提出，在这种情况下，重生可能象征着悲伤的一步。仅当失去婴儿的人对重生过于依恋时才应引起关注，因为这可能表明他们的悲伤没有得到解决。在这种情况下，玩偶与已故孩子的相似之处有可能成为永久的替代品，而这对悲伤的父母是有害的。 英国纽卡斯尔综合医院老年人健康中心的医生伊恩·詹姆斯（Ian James）说，握住洋娃娃可以使老年人保持镇静，使他们感到和平与安静。

### 执法事件
重生的洋娃娃看起来如此真实，以至于被误认为是真正的婴儿。2008年7月，澳大利亚昆士兰州的警察捣破了一个车窗，救出了一个看上去昏迷的婴儿，结果发现这是一个重生的娃娃。警方说，这只玩偶“栩栩如生”，而以为婴儿要死的旁观者对此事件感到恐惧。 在美国，发生了类似事件，警察打破悍马车窗，救了一个原来是重生娃娃的婴儿。 2019年6月18日，纽约市警方证实在皇后区一个公园发现的一名婴儿死亡，一个多小时后被发现是娃娃。
2009年，重生艺术家们发现了一个博客恶作剧（据美国广播公司新闻称其为“反堕胎博客”），有一名妇女声称自己怀有患绝症的孩子。她接收来自人们的礼物，金钱和祈祷。 当重生艺术家们阅读到博客时发现了恶作剧，他们发现博客上张贴的婴儿照片实际上是重生的洋娃娃，他们通过熟悉的重生雕塑认出了他们。

### 媒体露面
重生的洋娃娃已出现在许多电影，电视剧和电视节目中。Phil博士2008年12月10日的一集题为“痴迷”的话题讨论了重生娃娃的话题。 2008年1月，第4频道的系列节目《我的假宝贝》探索了收集栩栩如生的娃娃的女性的生活 收录这部纪录片的英国电视杂志在理查德·朱迪（Richard＆Judy）在第4频道上对纪录片中重生的艺术家海梅·伊顿（Jaime Eaton），收藏家玛丽·弗林特（Mary Flint）和精神病学家拉吉·帕苏阿（Raj Persuad）进行了采访。 2009年1月2日，ABC新闻的一篇文章描述了重生洋娃娃的制造和情感互动， 而1月2日20/20的一集则讲述了生育过程和对重生娃娃的依恋。 2008年1月31日，Inside Edition播出了一段片段，展示了艺术家Eve Newsom和她重生的娃娃。  2014年7月，一个名为Percept的情节剧集，这是一部关于虚构的神经病学家的美国虚构剧集，名为“难以想象”，讲述了一个真正的婴儿和一个重生娃娃。 2015年12月，《重生》，《甜蜜》的所有者和艺术家Shaylen Maxwell在《环球邮报》的一本生活专题中，介绍了重生娃娃在治疗焦虑和悲伤方面的治疗价值。 在2019年4月，Netflix制作的恐怖节目《钱伯斯》（Chambers）中精选了一个重生的娃娃。 重生的洋娃娃在2019 M.Night Shyamalan心理恐怖电视连续剧《仆人》中也扮演着重要角色。

## 另请参阅
- 恐怖谷理论

## 进一步阅读
- Barrow-Belisle, Michelle. . Lulu.com. 2006. ISBN 978-1-4116-7823-1.
- Holper, Jeanine M. . Lulu.com. 2006. ISBN 978-1-4357-1254-6.
- Nakamura, Lisa. . 明尼苏达大学出版社. 2008. ISBN 978-0-8166-4612-8.
- Giaever, Bianca. . 信徒杂志. 2019-06-01  [2019-06-10]. （原始内容存档于2021-03-03） （美国英语）.  讲述了智障妇女和重生娃娃的故事。